# Geschlechtersoziologie
Unter Geschlechtersoziologie versteht man die spezielle Soziologie, die untersucht, was unter Geschlecht zu verstehen ist und wie sich die Geschlechterverhältnisse im Wandel der jüngsten Geschichte darstellen lassen. Seit den 1990er-Jahren ist zudem Forschungsgegenstand, inwiefern von „Geschlecht“ gesprochen werden kann und sollte.
Die Geschlechtersoziologie ist als Bestandteil der soziologischen Geschlechterforschung („Gender Studies“) eng verwoben mit anderen Disziplinen wie Philosophie, Literaturwissenschaften, Geschichte, Erziehungswissenschaften und Politikwissenschaft.

## Geschichte der Geschlechtersoziologie
International ist die Geschlechtersoziologie ein seit 1950 wachsendes Teilgebiet der akademischen Literatur und Forschung. Im englischsprachigen Raum wurden die Begriffe Gender und gender role (Geschlechterrolle) geprägt, womit die zugeschriebenen Formen von Männlichkeit und Weiblichkeit gemeint waren.
Die Geschlechtersoziologie entwickelte sich in der Bundesrepublik Deutschland ab Mitte der 1970er-Jahre aus der Frauenforschung. Die ersten Arbeiten der Geschlechtersoziologie finden sich in den Bereichen Familie und Erziehung sowie auf den Gebieten Arbeit und Beruf. Als erste Untersuchungen nennt Doris Lucke:
- Roland Eckert (Hrsg.): Geschlechtsrollen und Arbeitsteilung. Mann und Frau in soziologischer Sicht München: C. H. Beck-Verlag 1979, ISBN 3-406-06006-4
- Carol Hagemann-White: Sozialisation: Weiblich – männlich? (1984), ISBN 978-3-8100-0473-4
- Carol Gilligan: Die andere Stimme. Lebenskonflikte und Moral der Frau. München 1982
- Elisabeth Beck-Gernsheim: Der geschlechtsspezifische Arbeitsmarkt Campus Verlag GmbH 1981, ISBN 3-593-32429-6
- Ilona Ostner: Beruf und Hausarbeit. Die Arbeit der Frau in unserer Gesellschaft Campus Verlag 1978, ISBN 3-593-32276-5

Diese Untergliederung der Frauen- und Geschlechterforschung der Deutschen Gesellschaft für Soziologie (DSG) wurde 1979 als „Sektion Frauenforschung“ gegründet und ist bis heute einer der mitgliederstärksten Sektionen. Sie gibt seit 1989 eine eigene Buchreihe heraus (Forum Frauen- und Geschlechterforschung) und hat ein dreibändiges Lehrbuch erstellt.
Eine Veränderung in der soziologischen Geschlechterforschung entstand Anfang der 1990er-Jahre parallel zu dem in der Ungleichheitsforschung der Soziologie stattfindenden sogenannten Constructivistic Turn / Linguistic Turn, mit dem eine Umorientierung von sozioökonomischen zu soziokulturellen Fragestellungen markiert wird. Bekanntestes und umstrittenstes Werk in der Geschlechtersoziologie war hier Judith Butlers Gender Trouble von 1991.